# Заїченко Семен Якович
Семен Якович Заїченко (10 червня 1930, село Орлик, тепер Кобеляцького району Полтавської області — 1973, місто Донецьк) — український радянський і компартійний діяч. Член ЦК КПУ в 1971—1973 р. Депутат Верховної Ради СРСР 8-го скликання.

## Біографія
Народився в родині службовців.
У 1953 році закінчив Дніпропетровський гірничий інститут за спеціальністю гірничий інженер.
Трудову діяльність розпочав у 1953 році начальником вентиляційної шахти, потім головним інженером вентиляційної шахти в Сталінській області.
У 1954—1960 роках — помічник головного інженеру тресту «Совєтськвугілля» Сталінської області; головний інженер, начальник шахти «Ново-Калиново»; начальник шахти «Капітальна» у місті Макіівка Сталінської області.
Член КПРС з 1955 року.
У 1960—1962 роках — 1-й секретар Центрально-Міського районного комітету КПУ міста Макіївки Донецької області.
У 1962—1969 роках — інспектор ЦК КПУ.
8 серпня 1969 — 15 серпня 1973 року — 1-й секретар Волинського обласного комітету КПУ. Пленум Волинського обласного комітету КПУ 15 серпня 1973 року «задовольнив прохання С.Я.Заїченка про увільнення його від обов'язків першого секретаря і члена бюро обкому партії у зв'язку з хворобою».
У 1973 році працював у Міністерстві вугільної промисловості Української РСР у місті Донецьку.
Хворів на алкоголізм. Восени 1973 року покінчив життя самогубством (застрілився).